# 9001 Slettebak
9001 Slettebak (1981 QE2) là một tiểu hành tinh vành đai chính được phát hiện ngày 30 tháng 8 năm 1981 bởi E. Bowell ở trạm Anderson Mesa thuộc Đài thiên văn Lowell.